# Pseudogonaphodiellus zdzislawae
Pseudogonaphodiellus zdzislawae är en skalbaggsart som beskrevs av Dellacasa, Gordon och Dellacasa 2007. Pseudogonaphodiellus zdzislawae ingår i släktet Pseudogonaphodiellus och familjen Aphodiidae. Inga underarter finns listade i Catalogue of Life.